# Mojzes Mária
Mojzes Mária (Szeged, 1921. június 25. – Kecskemét, 1987. április 27.) magyar színésznő.

## Életpályája
Szülővárosában a színház színészképző iskolájában folytatott tanulmányokat. 1938-ban lépett először színpadra a Szegedi Nemzeti Színházban, majd vidéki társulatokban szerepelt. 1952-től nyugdíjba vonulásáig, 1977-ig a kecskeméti Katona József Színház tagja volt, de később is foglalkoztatták. Népszerű, sokoldalú színésznőként operettek, zenés játékok főszerepeit énekelte, majd prózai karakterszerepeket alakított kíválóan. Férje Radó Vilmos színigazgató volt.

## Fontosabb színházi szerepei
- William Shakespeare: III. Richárd... York hercegné
- William Shakespeare: Coriolanus... Valeria
- Molière: Az álszent (Tartuffe)... Pernelle asszony
- Molière: Furfangos fickó (Scapin furfangjai)... Nérine
- Friedrich Schiller: Don Carlos... Olivarez hercegnő
- Friedrich Schiller: Stuart Mária... Hanna Kennedy
- Federico García Lorca: Bernarda Alba háza... Maria Josefa, Bernarda anyja
- Anton Pavlovics Csehov: Három nővér... Amfissza, dada
- Jean Anouilh: A buborék... Nénette, Ornifle házvezetőnője
- Jean Anouilh: Euridiké... Euridiké anyja, színész
- Tennessee Williams: Az ifjúság édes madara... Nonnie néni
- Tennessee Williams: A vágy villamosa... Ápolónő
- Arisztophanész: Lüszisztraté... Női karvezető
- Szophoklész: Élektra... Karvezető
- Brandon Thomas: Charley nénje... Lady Astor
- Schönthan testvérek – Kellér Dezső – Horváth Jenő – Szenes Iván: A szabin nők elrablása... Borbála, Bányai felesége
- Alan Jay Lerner – Frederick Loewe: My Fair Lady... Pearce-né
- Georges Feydeau: Osztrigás Mici... Petyponné
- Vlagyimir Vlagyimirovics Scserbacsov: Dohányon vett kapitány... Nenila Verfolojevna, bojárasszony
- Jurij Szergejevics Miljutyin: Havasi kürt... Natália
- Jurij Szergejevics Miljutyin: Juanita csókja... Conchita
- Iszaak Oszipovics Dunajevszkij: Fehér akácok... Szerafin
- Iszaak Oszipovics Dunajevszkij: Szabad szél... Klementin
- Grimm fivérek: Hamupipőke... Mostoha
- Grimm fivérek: Piroska és a farkas... Nagymama
- Guy de Maupassant – Franz Gribitz – Therese Angeloff – Peter Kreuder: Bel Ami... Adrienne, Clermont felesége
- William Somerset Maugham: Eső... Mrs. Mac Phail
- Katona József: Bánk bán... Gertrudis királyné
- Madách Imre: Az ember tragédiája... Cigányasszony
- Csiky Gergely: A nagymama... Tímár Karolin
- Csiky Gergely: Ingyenélők... Mákonyné
- Gárdonyi Géza: Ida regénye... Julcsa néni
- Jókai Mór: Az aranyember... Brazovicsné; Teréza
- Jókai Mór: A kőszívű ember fiai... Erzsók
- Szigligeti Ede: Liliomfi... Camilla, nevelőnő
- Mikszáth Kálmán: A beszélő köntös... Kalapos
- Molnár Ferenc: Doktor úr... Marosiné
- Pap Károly: Mózes, a szabadító... Jochebed
- Móricz Virág – Móricz Zsigmond: Boszorkány... Banya
- Móricz Zsigmond: Nem élhetek muzsikaszó nélkül... Mina néni
- Heltai Jenő: A néma levente... Nardella
- Háy Gyula: Az élet hídja... Ilus néni
- Darvas József: Szakadék... Zsuzsa néni
- Darvas József: Hajnali tűz... Ilonka néni
- Szakonyi Károly: Adáshiba... Bódogné
- Tabi László: Most majd elválik... Mama, Márta anyja
- ifj. Johann Strauss: Cigánybáró... Czipra
- Franz von Suppé: Huncut asszonyok (Boccaccio)... Peronella
- Jacques Offenbach: Orfeusz... Minerva
- Jacobi Viktor: Leányvásár... Harrisonné
- Kacsóh Pongrác: János vitéz... Mostoha
- Kálmán Imre: Marica grófnő... Mina, grófnő
- Kálmán Imre: Csárdáskirálynő... Cecília
- Kálmán Imre: Cirkuszhercegnő... Slukkné
- Farkas Ferenc: Csínom Palkó... Örzse, markotányosnő
- Lehár Ferenc: Cigányszerelem... Mademoiselle Berta
- Lehár Ferenc: Luxemburg grófja... Fleury
- Huszka Jenő: Gül Baba... Mujkóné
- Huszka Jenő: Lili bárónő... Illésházy Krisztina
- Szirmai Albert – Bakonyi Károly – Gábor Andor: Mágnás Miska... Nagymama
- Zerkovitz Béla: Csókos asszony... Hunyadiné
- Eisemann Mihály: Fekete Péter... Chagrinné
- Szinetár György: Fogad 3-5-ig... Katinka
- Mesterházi Lajos: Pesti emberek... Mama
- Bárány Tamás: A fiam nem a lányom... Mama
- Fekete Sándor: Borostyán, a vándorszínész... Vargáné, özvegy és kosztosasszony
- Dallos Szilvia: Akvárium... Sásdiné Hilda
- Raffai Sarolta: Egyszál magam... Mama
- Végh Antal: Holnap vasárnap... Eszter, Zám felesége
- Oláh Margit: Nézd meg az apját... Balogh mama
- H. Márjás Magda: Nyiss ajtót, ha kopogtatnak... Özv. Balláné, Róza néni
- H. Márjás Magda: Örökösök... Graustückenné, szülésznő
- Abay Pál – Csorba István: A Balaton szépe... Karola
- Csizmarek Mátyás: Boci-boci tarka... Csirmazné
- Csizmarek Mátyás: Bújócska... Bradákné
- Csizmarek Mátyás: Érdekházasság... Vencelné
- Szűcs György: Szeretni tudi kell... Paula
- Szűcs György: Elveszem a feleségem... Árvai Teréz
- Török Rezső: A gyerekeket a gólya hozza... Mama
- Sós György: Köznapi legenda... Áment Jánosné
- Kövesdi Nagy Lajos: Ellopták a vőlegényem... Kőszeghyné, Éva anyja
- Felkai Ferenc: A hercegkisasszony... Szilasné, mosónő
- Gimes Imre: Ispán Teréz... Juli néni
- Arthur Fauquez: Toronyóra lánccal... Júlia anyja
- Paul Weidmann: Falusi borbély... Kovácsné, Nyelves Manci
- Ranko Marinković: Glória... Anya
- Mona Brand: Hamilton család... Shirley Blair
- Max Frisch: És a holtak újra énekelnek (Requiem)... Egy asszony
- Helmut Bez – Jürgen Degenhardt – Oscar Wilde: Igaz, ami nem igaz... Lady Augusta Bracknell
- Grigorij Gorin: A gyújtogató... Erita, papnő
- Nyikolaj Nyikolajevics Nyikitin: A falusi tanács titkára... Antonyina
- Alekszandr Alekszandrovics Fagyejev: Az ifjú gárda... Mironovna
- Vaszilij Vasziljevics Skvarkin: Idegen gyermek... Olga
- Borisz Andrejevics Lavrenyov: Amerika hangja... Hannah, dajka
- F. (Walzel, Camillo) Zell – Richard Genée – Victorien Sardou: Koldusdiák... Palmaticza grófnő
- Albert Willemetz – Raimond Vincy – Francis Lopez: Andalúzia... Donna Vittoria, fogadósnő
- Dunai Ferenc: A nadrág... Soltészné

## Filmek, tv
- Köznapi legenda (1966)